# ミッキー・スピレイン

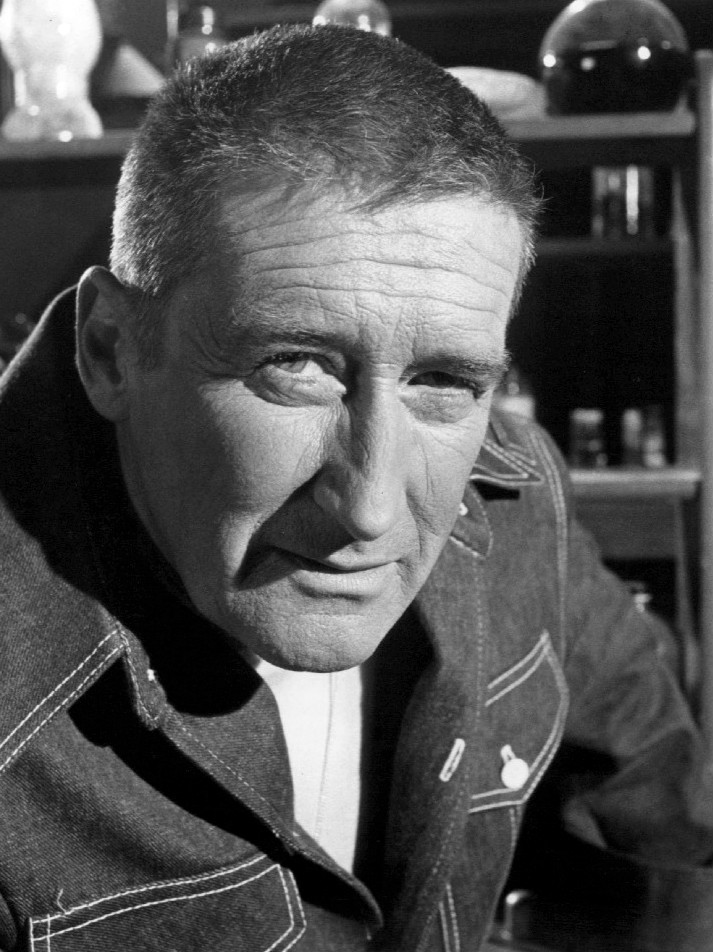
「刑事コロンボ」出演時

ミッキー・スピレイン（Mickey Spillane、本名：フランク・モリスン・マイケル・スピレイン（Frank Morrison Michael Spillane）、1918年3月9日 - 2006年7月17日）は、アメリカ合衆国の小説家。ハードボイルド探偵小説「マイク・ハマー」シリーズで知られる。
ニューヨーク市ブルックリン区で生まれ、ニュージャージー州エリザベス市の「ポーランド系住民が暮す非常にタフな地区」で育った。父は敬虔なカトリック教徒で、ペンネームの由来となったマイケルというミドルネームもカトリック教会で守護神と崇められる「大天使聖ミカエル」に由来する。なお、当人は後にキリスト教系の新宗教である「エホバの証人」に改宗している。

## 概要

### デビュー
もともと小説を書き始めたのは金に困っていたからである。1947年、その状況から抜け出すべく『裁くのは俺だ』の原稿を出版社に売り込み、デビューした。

### 評価
マイク・ハマー・シリーズが示す、力こそ正義であると信じ、タフな肉体を誇示して危険の中に飛び込んでいく探偵像は、独特のセックスとサディズムを描く扇情的な文体も相まって大衆に受け、軒並みベストセラーとなった。しかし、その人気とは裏腹に、文壇からは常に白眼視され、批判の声しか上がらなかったと言われる。エドガー賞の巨匠賞を受賞（1995年）したのも彼よりも年下でデビューも遅いドナルド・E・ウェストレイク（1993年）やローレンス・ブロック（1994年）の後塵を拝するという有り様だった。しかし、マイク・ハマー・シリーズは、当時、多くの亜流を生み出すなど、ミステリー史に一大画期をなしたことは紛れもない事実である。
日本では早川書房が1953年にハヤカワ・ポケット・ミステリの101番（シリーズ第1号）として『大いなる殺人』、105番として『裁くのは俺だ』を刊行したのが皮切りで、それぞれ清水俊二、中田耕治が翻訳を担当。ちなみに、この出版は翻訳出版権エージェントであるタトル商会（現タトル・モリ エイジェンシー）側からの売り込みによるもので、前払い印税はわずか70ドルだったという。その後もマイク・ハマー・シリーズは続々と翻訳されるものの、アメリカ同様、日本でも否定的意見が多く、生島治郎は吉行淳之介との対談で「アメリカ的正義の究極化した代表者として出てきているんで、つまらない。あれはアクション小説にすぎない」と述べている。また『マイク・ハマーへ伝言』で長編デビューした矢作俊彦は『ガールハンター』以後の作品は駄目だと述べたことがある。その一方で大藪春彦はスピレインへのオマージュを込めたその名も『裁くのは俺だ』という作品を発表。また片岡義男は「私立探偵はいかに廃業したか？」で一般的な評価に反してマイク・ハマー・シリーズを「かなりできのよいモラリズム小説」であると評価している。

### 赤狩りとスピレイン
スピレインが作家活動を始めた時期は赤狩りの時期と重なっており、スピレイン自身も『寂しい夜の出来事』などで共産主義者（Commies）を敵役に仕立てている。しかし、1999年に行われたインタビューでスピレインは赤狩りを主導したジョセフ・マッカーシーについて意見を求められ、「マッカーシーは愚か者（nit-head）だ。自分が何をやっているかもわかっていないまぬけ野郎（slob）だった」と述べている。また赤狩りと同時進行で進んだ下院の「ポルノ的出版物の現状に関する特別委員会」主導による悪書追放運動ではスピレインの著作も槍玉に上げられている。

## トリビア
- マイク・ハマー・シリーズの第1作（I, the Jury）、第2作（My Gun Is Quick）、第3作（Vengeance Is Mine!）、第6作（Kiss Me, Deadly）を集めると一人称代名詞の4つの格変化（I,My,Me,Mine）が揃う。格変化が順番通りとなっていないのは、これが意図したものではないことをうかがわせる。
- 1967年にSignet Booksから刊行されたThe Body Loversのカバーではスピレインが自らモデルを務めている。また1972年刊行のThe Erection Setと1973年刊行のThe Last Cop Outでモデルを務めているのはスピレインの2人目の妻であるシェリー（Sherri Malinou）である。
- 1954年の映画『恐怖のサーカス』に本人役で主演、1963年には自作『ガールハンター』の映画化でマイク・ハマーを演じている。また1973年には人気刑事ドラマ『刑事コロンボ』第22作「第三の終章」に出演。被害者の小説家・アラン・マロリー役を演じた。日本版の声優は柴田秀勝が担当している。

## 主な作品
- I, the Jury (1947)『裁くのは俺だ』
- My Gun Is Quick (1950)『俺の拳銃は素早い』
- Vengeance Is Mine! (1950)『復讐は俺の手に』
- One Lonely Night (1951)『寂しい夜の出来事』
- The Long Wait (1951)『果された期待』
- The Big Kill (1951)『大いなる殺人』
- Kiss Me, Deadly (1952)『燃える接吻を』
- The Girl Hunters (1962)『ガールハンター』
- Me, Hood! (1963)『おれはやくざだ！』
- The Snake (1964)『蛇』
- The Days of Gun(1964)『銃弾の日』
- Killer Mine (1965)『俺のなかの殺し屋』
- Bloody Sunrise(1965)『鮮血の日の出』
- The Death Dealers (1966)『死の狩人』
- The By-Pass Control (1966)『殺戮へのバイパス』
- The Twisted Thing (1966)『ねじれた奴』
- The Delta Factor (1967)『デルタ野郎』
- The Body Lovers (1967)『女体愛好倶楽部』
- Survival... Zero! (1970)『皆殺しの時』
- The Erection Set　(1972)『エレクション・セット』
- The Day the Sea Rolled Back (1979)『大いなる冒険』
- The Ship That Never Was (1982)『大帆船タイガー号の謎』
- The Killing Man (1989)『殺す男』
- Black Alley (1996)
- Dead Street (2007)※未完原稿をマックス・アラン・コリンズが補筆し完成させた。
- The Goliath Bone (2008)※未完原稿をマックス・アラン・コリンズが補筆し完成させた。
- The Consummata (2011)※未完原稿をマックス・アラン・コリンズが補筆し完成させた。
- King of the Weeds (2014)※未完原稿をマックス・アラン・コリンズが補筆し完成させた。

## 映画化作品
- I, THE JURY (1953, 上映時間87分, 製作国アメリカ)
- The Long Wait (1954, 94分, アメリカ) 『指紋なき男』
- Kiss Me, Deadly (1955, 105分, アメリカ) 『キッスで殺せ!』
- My Gun is Quick (1957, 91分, アメリカ)
- The Girl Hunters (1963, 98分, イギリス) ※ミッキー・スピレインが自らマイク・ハマーを演じている。
- I, THE JURY (1982, 111分, アメリカ) 『探偵マイク・ハマー 俺が掟だ!』